# Vickie el vikingo
Vickie el vikingo es una serie de animación germano/japonesa realizada entre 1972 y 1974 por Nippon Animation (Japón), ZDF (Alemania) y ORF (Austria). Fue emitida originalmente a partir del 31 de enero de 1974 en el canal alemán ZDF. En España empezó a emitirse en la (Vhf) de TVE-1 el 9 de octubre de 1974 dentro del programa Un globo, dos globos, tres globos. la serie acabó el 12 de noviembre de 1975 emitiéndose siempre los miércoles por la tarde, en esta primera etapa se emitieron los primeros cincuenta y dos capítulos, en una segunda etapa se emitió la serie completa los domingos por la tarde en la segunda cadena (uhf) desde el 14 de octubre de 1979 al domingo 29 de marzo de 1981. en el año 2011, también a Disney Junior y como Latinoamérica.
Consiguió ser una de las series de dibujos animados más populares de su época. Muestra entre otras cosas, cómo eran los vikingos (de manera superficial, aunque suficiente para saber algo sobre su cultura, sus barcos, aldeas y modo de vida), pero sobre todo, en sus argumentos se destacaba la importancia que tiene utilizar la inteligencia antes que la fuerza bruta en cualquier situación.
La serie está basada en el personaje creado por el escritor sueco Runer Jonsson. Su tono de comedia se alejaba bastante de otras series de éxito del mismo estudio emitidas en la época como Heidi y Marco, desarrolladas más bien en ambientes melodramáticos.

## Descripción
La serie narra las aventuras de los habitantes de una pequeña aldea vikinga llamada Flake (situada entre Suecia y Noruega). Su protagonista es Vickie, el hijo del jefe del poblado, Halvar. Vickie es un niño pelirrojo, de poca estatura, enclenque y miedoso; todo lo contrario de lo que se esperaba de un guerrero vikingo (lo que a veces avergüenza a su padre), pero en cambio destaca por su gran inteligencia e imaginación. Estas características que le hacen diferente al resto de los vikingos las aprecia mejor que nadie su madre Ylva y son las que atraen a su amiguita, Ylvie, y gracias a ellas siempre resuelve los problemas de la tribu. 
Inicialmente la serie transcurre en la aldea de Flake, aunque posteriormente también aparecen aventuras que transcurren durante los viajes que realiza Vickie acompañando a su padre y el resto de hombres de la aldea, donde se encuentra con enemigos como el Terrible Sven, el enemigo declarado de Halvar y debe superar las diversas vicisitudes de estas incursiones vikingas. Cada capítulo cuenta una historia diferente en la que los adultos se meten en problemas o no saben resolver los que surgen y consiguen salir del apuro siempre con la ayuda del pequeño Vickie, que con sus geniales ideas (que consigue tras concentrarse y realizar su característico gesto de rascarse la nariz con el índice) a todo encuentra solución.

## Personajes

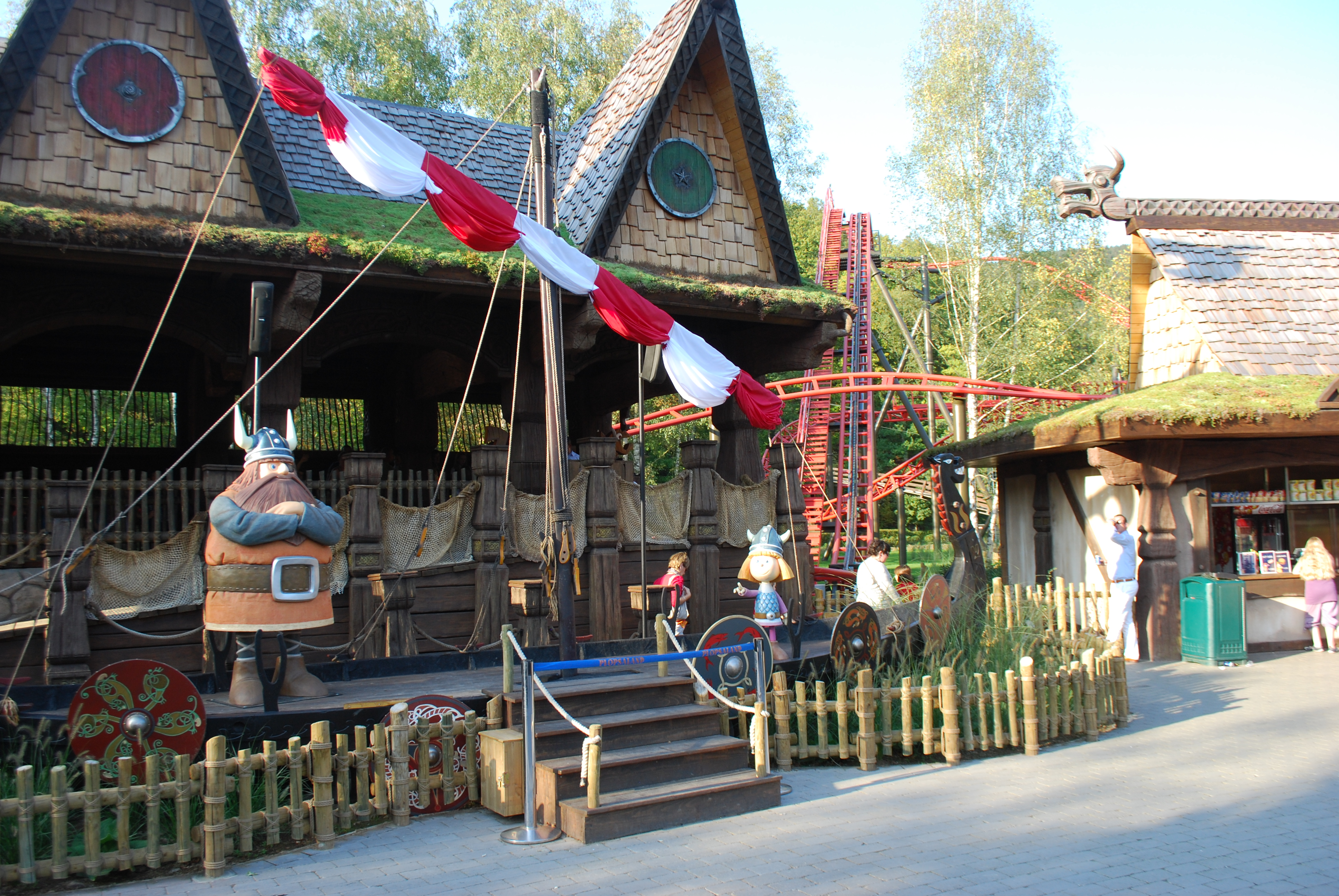
Vickie y sus Amigos en un parque

- Halvar, fornido y con un parche en el ojo, es el jefe de los vikingos del poblado de Flake;
- Ylva, la esposa del jefe;
- Vickie único hijo de la familia del jefe;
- Ylvie, amiga íntima de Vickie;
- Gilby, un chico bruto y valiente, de edad aproximada a la de Vickie y su gran rival;
- Tejure, alto y siempre enfadado, se pelea constantemente con su amigo Snorre;
- Monika, esposa de Tejure;
- Snorre, bajito de estatura, inseparable de Tejure aunque cuando se enfada le llama "cara caballo";
- Urobe, el más anciano de la aldea;
- Gorm, conocido por su peculiar "estoy entusiasma-do" mientras salta;
- Ulme, el poeta, siempre con su lira;
- Faxe, el glotón, muy alto, siempre encargado de la vigilancia desde el barco;
- Sven, "Sven, el Terrible" jefe de una tribu vikinga rival y el feroz enemigo de los vikingos de Flake;
- Baltac, jefe del vecino poblado aliado de Schlack.

## Capítulos de la serie animada
La serie consta de setenta y ocho capítulos de aproximadamente veintitrés minutos de duración cada uno cuyos títulos son los que se relacionan a continuación:
| - 1. La apuesta - 2. La trampa - 3. La huida - 4. Dolor de muelas - 5. El terrible Sven - 6. Tomadura de pelo - 7. Vickie y los 19 lobos - 8. El ataque - 9. La isla de las gaviotas - 10. La promesa - 11. Los gigantes de los ojos rojos - 12. La liberación - 13. La espada de los enanos - 14. Un castillo no es lo que parece I - 15. Un castillo no es lo que parece II - 16. El acueducto - 17. La primera brigada de bomberos del mundo - 18. La paloma, Vickie y las focas - 19. El barco volador - 20. El rey gordinflón - 21. El inventor de vientos - 22. El arca del tesoro - 23. La venganza de los peces sierra - 24. Faxe tiene novia - 25. El buque fantasma - 26. El tesoro de Groenlandia | - 27. La pequeña ballena - 28. Siempre hay problemas con las gaviotas - 29. En la bella Grecia - 30. Vickie y los hombres fuertes - 31. El rapto - 32. Fuga del castillo - 33. Un tal señor Lumperich - 34. La piedra que habla - 35. Vickie en el aire - 36. El adiós - 37. Extraña hospitalidad - 38. El tesoro de los Winkas - 39. El elegante Snoppe - 40. Snoppe se mesa los cabellos - 41. La despedida de los Winkas - 42. El circo en el poblado de Flak - 43. La batalla de los hombres de paja - 44. Los flakeanos detestan el trabajo en el campo - 45. Bullred el trueno y Wickie - 46. Una muela del juicio y la operación del túnel - 47. La operación de los zancos - 48. Un gran contraataque del egoísta Bullred - 49. Operación caballo de madera - 50. Atrapados en el hielo - 51. Operación evasión de Halvar - 52. La expedición de Vickie a una isla volcánica | - 53. Halvar lucha con los osos - 54. Urobe ya no puede luchar (55 alemán) - 55. Papá Halvar tiene paperas (54 alemán) - 56. Vickie y el caballo - 57. Ylvie en la isla de los pájaros - 58. Vickie y el lobo - 59. Baltac ha caído en una trampa - 60. Los dos luchadores (61 alemán) - 61. El viaje a Tarlis (60 alemán) - 62. Ayuda para los fantasmas - 63. Somos auténticos vikingos - 64. La predicción - 65. La victoria de Wickie (66 alemán) - 66. Viaje con dificultades (67 alemán) - 67. Das goldene Schwert ("La espada de oro"; 65 aunque solo aparece en la versión remasterizada por Ignacio Garrido en 2015) - 68. La lucha de Tjure y Snorre - 69. Quién será el próximo jefe - 70. El hombre de los cuentos - 71. El tesoro fantasma - 72. La guerra del queso - 73. Enterrados - 74. Una apuesta fracasada - 75. La mujer de Tjure no juega más - 76. La sobrina de Urobe - 77. La fiesta en Hanka - 78. El oro de Dinamarca |

Nota 1: el orden de esta lista varía respecto a otras y a los episodios distribuidos; entre paréntesis se indica el que corresponde en alemán.
Nota 2: A pesar de no aparecer en los DVD publicados en España, el capítulo 67 "La espada de oro" fue traducido y emitido en RTVE. Siendo recopilado por el particular Ignacio Garrido quien, en su versión remasterizada de 2018, incorporó este enigmático capítulo a la lista de episodios con una excelente calidad de imagen y banda sonora doblada al español.

## Países de emisión
La serie ha sido emitida y repuesta en numerosos países. Estas son las fechas y cadena de TV que la emitieron por primera vez 
- Alemania: 31 de enero de 1974 en ZDF.
- Austria: 17 de febrero de 1974 en ORF.
- Japón: 3 de abril de 1974 en Fuji TV.
- España: 9 de octubre de 1974 en TVE-1.
- Paises Bajos: 5 de marzo de 1975 en KRO.
- Italia: 4 de mayo de 1976 en RAI-1.
- Francia: 9 de julio de 1979 en TF1.

## Adaptaciones de cine y televisión
Michael Herbig —actor, director y productor alemán—  hizo una versión cinematográfica de Vickie con personajes reales. El rodaje se realizó del 5 de agosto al 13 de noviembre de 2008, y se estrenó en España el 2 de octubre de 2009. En 2011 estrenó una nueva entrega de las aventuras de Vicky, el vikingo en su versión cinematográfica en 3D con "Vicky, el vikingo y el martillo de Thor". Aunque el reparto de actores fue el mismo, en esta ocasión el guion fue escrito y dirigido por Christian Ditter, que ya había trabajado con el productor de la primera entrega. El rodaje comenzó el 30 de agosto de 2009 y finalizó el 5 de diciembre de 2010, estrenándose en España el 2 de diciembre de 2011.
- En una conferencia de prensa el 12 de noviembre de 2010, el productor Christian Ditter anunció una tercera entrega de "Vicky el Vikingo" en su versión cinematográfica
- En 2013 se espera una nueva versión en dibujos animados de "Vicky el Vikingo" anunciado por la distribuidora Planeta Junior, las nuevas aventuras del ingenioso niño vikingo llegarán a la televisión en 2013 y en formato 3D. Las historias serán nuevas y tendrán más ritmo y mucho más humor

## Reparto de voces

### Japón
- Yôko Kuri (Vickie el Vikingo).
- Kōsei Tomita (Halvar).
- Kōichi Kitamura (Urobe).
- Junpei Takiguchi (Snorre).
- Shun Yashiro (Gorm).
- Luisa Lasala (Fax).
- Masayuki Katō (Sven).

### Alemania
- Florian Halm (Wickie)
- Walter Reichelt (Halvar)
- Inge Schulz (Ylva)
- Alexandra Ludwig (Ylvi)
- Horst Abraham (Gilby)
- Werner Abrolat (Tjure)
- Eberhard Storeck (Snorre)

### México
- Marcela Bordes (Vik).
- Rubén Arvizu (Olaf).
- Elvia Gaitán (Ylvi).
- Alejandro Alba (Viejo).
- Denise Lebre (Nola).
- Alfonso Cornejo (Gordo y Narrador).
- Alberto Vidaurri (Rojo).
- Helgar Pedrini (Lir).
- Ignacio Campero (Vigía).

### España
- Mari Pe Castro (Vickie el Vikingo).
- José Ángel Juanes (Halvar).
- Pedro Sempson (Urobe).
- Eduardo Moreno (Snorre).
- Fernando Mateo (Gorm).
- Luis Lasala (Fax).
- Matilde Conesa (Ilva).
- Matilde Vilariño (Ilvy).
- Manuel Peiro (Tejure).
- Antonio Requena (Ulme).
- Francisco Arenzana (Bullret).
- Teófilo Martínez (El Terrible Sven).
- José Carabias (voces adicionales).
- José Luis Baltanás (voces adicionales).
- José Moratalla (voces adicionales).
- Selica Torcal (voces adicionales).
- José Ángel Juanes (Narrador).
- Ignacio Garrido (voz de las canciones en español en la versión remasterizada).

## Literatura en primaria (alemán)
- Runer Jonsson: Wickie und die starken Männer. Múnich: Herold 1964.
- Runer Jonsson: Wickie und die Blauschwerter. Múnich: Herold. 1966.
- Runer Jonsson: Wickie und die großen Drachen. Múnich: Herold. 1967.
- Runer Jonsson: Wickie und die Rothäute. Ravensburg: Ravensburger Buchvlg. 1984. ISBN 3-473-38776-2
- Runer Jonsson: Wickie und das hölzerne Pferd. Ravensburg: Ravensburger Buchvlg. 1984. ISBN 3-473-38791-6
- Runer Jonsson: Wickie und die Stadt der Tyrannen. Ravensburg: Ravensburger Buchvlg. 1984. ISBN 3-473-38822-X

## Literatura secundaria (alemán)
- Ina Kurth/Joachim Schmaeck: Wickie und der dänische Zoll. Arbeiten mit Anteilen und Prozenten. Appelhülsen/Mülheim: Verlag "Die Schulpraxis". 1990. ISBN 3-927279-64-1
- Susanne Pauser/Wolfgang Ritschl: Wickie, Slime und Paiper. Wien: Böhlau. 1999. ISBN 3-205-98989-9
- Wickie und die starken Männer, Kinderkochbuch. Frechen: Schwager & Steinlein. 2001. ISBN 3-89600-450-6
- Wickie und die starken Männer - Pop-Up Masken Spielbuch. Frechen: Schwager & Steinlein. 2003. ISBN 3-89600-554-5
- Wickie und die starken Männer - Geschichtenbuch. Fränkisch-Crumbach: Verlag EDITION XXL. 2003. ISBN 3-89736-417-4
- Wickie - Stanzpappe Buch Fränkisch-Crumbach: Verlag EDITION XXL. 2004. ISBN 3-89736-652-5